# Liste der Monuments historiques in Tayac
Die Liste der Monuments historiques in Tayac führt die Monuments historiques in der französischen Gemeinde Tayac auf.

## Liste der Bauwerke
| Bezeichnung       | Beschreibung              | Standort | Kennzeichnung | Schutzstatus | Datum | Bild           |
| ----------------- | ------------------------- | -------- | ------------- | ------------ | ----- | -------------- |
| Kirche Notre-Dame | Erbaut im 12. Jahrhundert | (Lage)   | PA00083851    | Inscrit      | 1925  | weitere Bilder |